# 阿尔基萨
阿尔基萨（西班牙語：Alquiza）是西班牙巴斯克自治区吉普斯夸省的一个市镇。总面积12平方公里，总人口264人（2001年），人口密度22人/平方公里。